# Хайдаров, Сулаймон Хайдарович

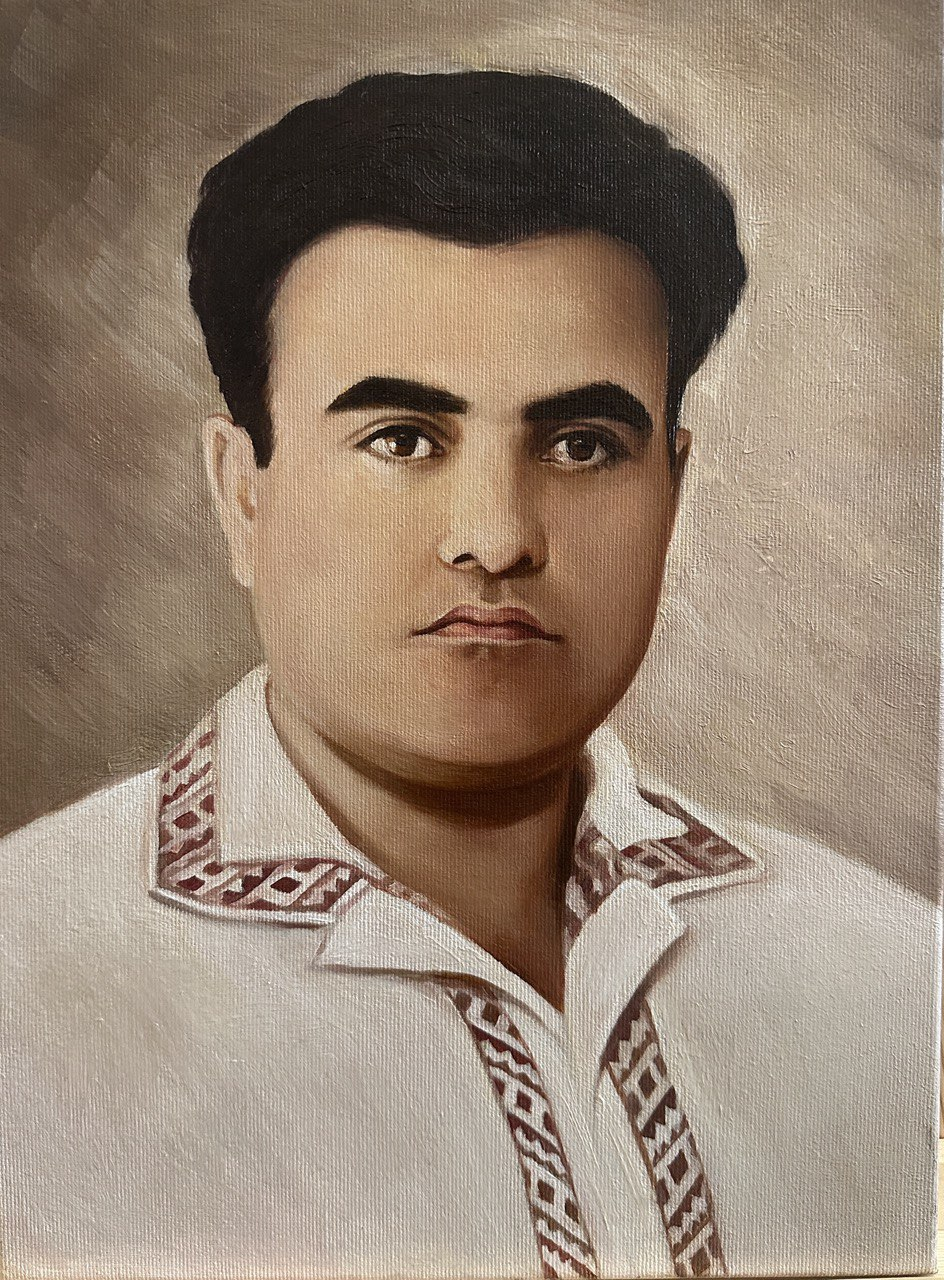
Портрет выдающегося деятеля Хайдарова Сулаймона Хайдаровича написан маслом в 2024 году художником Бар Владимир

Сулаймон (Сулейман) Хайдарович Хайдаров (1921—1986) — советский узбекский винодел и политик, депутат Верховного Совета Узбекской ССР X созыва.

## Биография
Сулаймон Хайдаров родился в 1921 году в городе Самарканде, Узбекская ССР. Прошёл срочную службу в Советской Армии. После окончания Великой Отечественной войны работал начальником цеха винного завода им. М. А. Ховренко, инструктором райкома. В 1957 году заочно окончил Московский институт пищевой промышленности по специальности «технология виноделия».
В 1956 году был назначен директором Самаркандского винного завода имени Ховренко (с декабря 1981 года — винодельческий комбинат). На этой должности проработал вплоть до самой смерти. Умер в 1986 году, находясь в рабочем кабинете.
За время директорства Хайдарова на комбинате Ховренко было построено четыре винпункта, а также открыт демонстрационный зал. Хайдаров внёс значительный вклад в развитие производства бальзама и коньяка в республике, был наставником молодых специалистов. Придумал рецепты бальзама «Самарканд» и одноимённого коньяка. Десертные вина комбината были отмечены кубками Гран-при «Гуля Кандоз», с 1966 по 1979 год получили 30 золотых, 16 серебряных медалей на конкурсах вин под эгидой Международной организации виноградарства и виноделия, пользовались популярностью в РСФСР и Прибалтике.
Хайдаров также занимался политической деятельностью. Избирался депутатом X созыва Верховного Совета Узбекской ССР от Самаркандской области, депутатом городского совета Самарканда. Участвовал в деятельности ряда общественных организаций Самаркандской области.